# Tridente de Newton

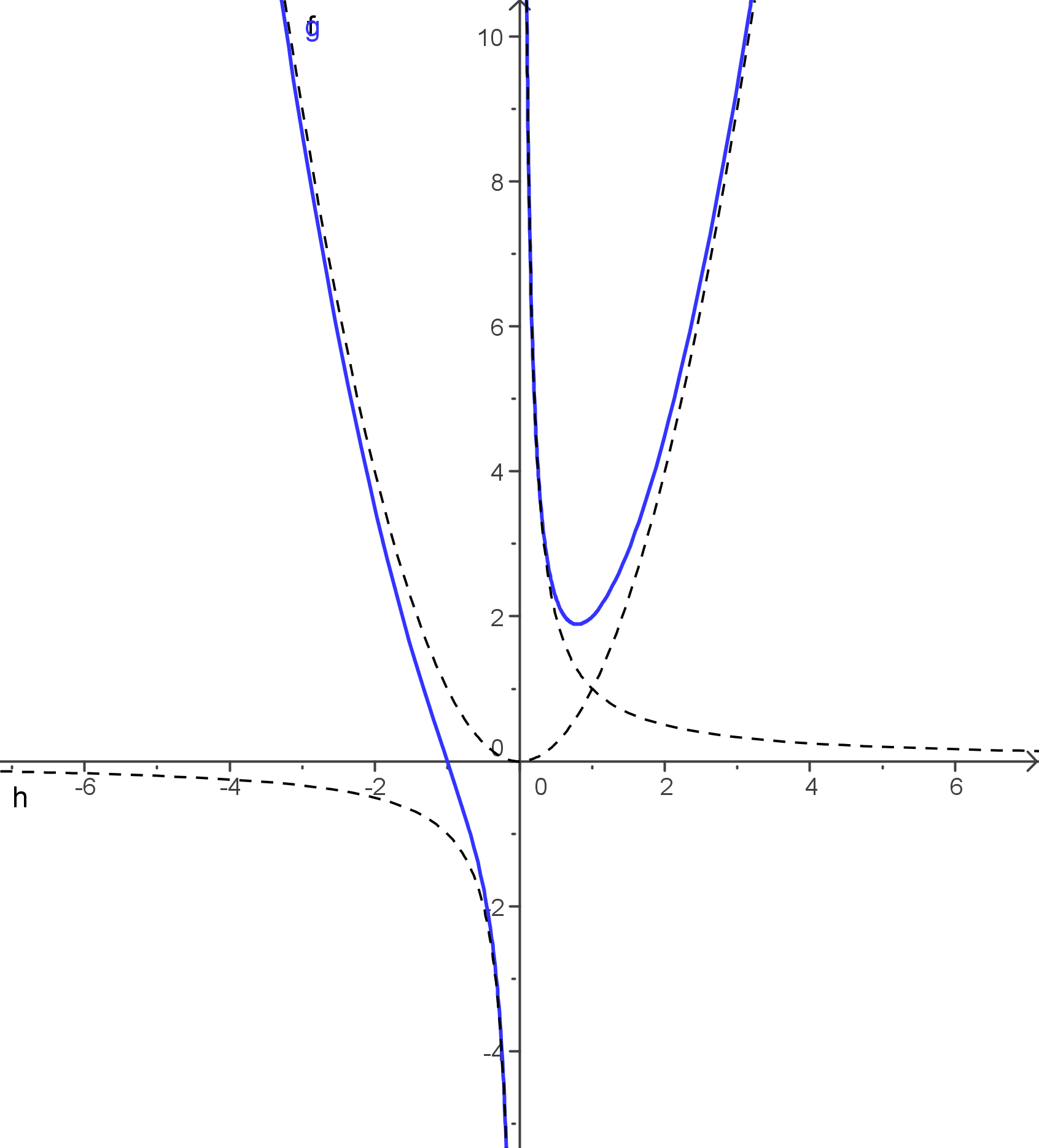
Trident d'équation y = x²+1/x

El tridente de Newton es el nombre que se le da a una curva estudiada por Isaac Newton. También se le conoce como parábola de Descartes, aunque no es una parábola.

## Clasificación de las cúbicas
En un estudio realizado en 1676 y publicado en 1704, Newton intentó clasificar todas las
curvas cúbicas, es decir, todas aquellas curvas planas cuya ecuación es de la forma:

{\displaystyle ax^{3}+bx^{2}y+cxy^{2}+dy^{3}+ex^{2}+fxy+gy^{2}+hx+iy+j=0\,}
Newton contó 72 tipos, que pueden clasificarse en cuatro clases:
1. las curvas de ecuación {\displaystyle xy^{2}+ey=ax^{3}+bx^{2}+cx+d}
2. las curvas de ecuación {\displaystyle xy=ax^{3}+bx^{2}+cx+d}
3. las curvas de ecuación {\displaystyle y^{2}=ax^{3}+bx^{2}+cx+d}
4. las curvas de ecuación {\displaystyle y=ax^{3}+bx^{2}+cx+d}

Los llamados tridentes de Newton son del tipo 2.

## Ecuación cartesiana
Los tridentes de Newton tienen por ecuación cartesiana canónica:
{\displaystyle xy=ax^{3}+bx^{2}+cx+d\,}
donde a y d no son nulos.

## Análisis

### Dominio
El dominio de los tridentes de Newton es:
{\displaystyle D_{f}=\mathbb {R} ^{*}}

### Derivada
Como son funciones racionales {\displaystyle D_{f}}, su derivada es:
{\displaystyle f^{'}(x)=2ax+b-{\frac {d}{x^{2}}}}

### Límites

#### Límite en el infinito
En el infinito, los tridentes de Newton tienden a {\displaystyle +\infty }, o bien a: {\displaystyle -\infty }.
Si a>0 entonces {\displaystyle \lim _{x\to \pm \infty }f(x)=+\infty }.
Si a<0 entonces {\displaystyle \lim _{x\to \pm \infty }f(x)=-\infty }.

#### Límites en 0
En 0, los tridentes de Newton tienden a {\displaystyle +\infty } o {\displaystyle -\infty }.
Si d>0 entonces {\displaystyle \lim _{x\to 0^{+}}f(x)=+\infty } y {\displaystyle \lim _{x\to 0^{-}}f(x)=-\infty }.
Si d<0 entonces {\displaystyle \lim _{x\to 0^{+}}f(x)=-\infty } y {\displaystyle \lim _{x\to 0^{-}}f(x)=+\infty }.

### Asíntotas
La asíntota de los tridentes de Newton es la parábola de ecuación:
{\displaystyle y=ax^{2}+bx+c}
También la hipérbola de ecuación:
{\displaystyle y={\frac {d}{x}}}

## Intersección con el eje de las abscisas
Hay entre uno y tres puntos de intersección entre la curva del tridente de Newton y el eje horizontal de acuerdo con el valor de los coeficientes a, b, c, d.